# Watanabella graminea
Watanabella graminea är en insektsart som beskrevs av Choe 1981. Watanabella graminea ingår i släktet Watanabella och familjen dvärgstritar. Inga underarter finns listade i Catalogue of Life.